# Худяков, Николай Сергеевич

Уральское трио баянистов, 1974 год.

Николай Сергеевич Худяков (7 декабря 1934, ц.у. Белозерского совхоза, Челябинская область — 9 апреля 1998, Екатеринбург) — советский и российский баянист, композитор, народный артист РСФСР (1986).

## Биография
Николай Сергеевич Худяков родился 7 декабря 1934 года в центральной усадьбе Белозерского совхоза Шмаковского сельсовета Белозерского района Челябинской области, ныне село Светлый Дол входит в Белозерский муниципальный округ Курганской области.
В семье все любили музыку, играли в семейном ансамбле духовых инструментов, называемом односельчанами «оркестром Худяковых», которым руководил старший брат Василий. Отец играл на гармониках всех систем и славился мастером по ремонту музыкальных инструментов на весь Белозерский район. В школе Николай активно участвовал в художественной самодеятельности, играл на гармонике, балалайке и гитаре. Участвовал в первом в его жизни баянном ансамбле — трио братьев Худяковых (Александр, Пётр и Николай). Учился в Свердловском музыкальном училище.
В 1960 году окончил Киевскую консерваторию (класс Марка Моисеевича Гелиса, кафедра народных инструментов). Ещё с сентября 1957 года вместе с однокурсниками Анатолием Александровичем Хижняком и Иваном Тимофеевичем Шепельским вошёл в творческий коллектив трио баянистов.
С 1960 года выступали как артисты Хабаровской краевой филармонии.
В 1966 году переехали в Свердловск. В 1966—1998 годах выступали как «Уральское трио баянистов» (Худяков, Шепельский, Хижняк), работали в гастрольном графике Росконцерта, Союзконцерта и Госконцерта. Освоили многотембровые готово-выборные баяны. За долгую творческую карьеру исполнили более 200 произведений зарубежных, русских и советских композиторов, около 100 пьес аккомпанемента, записали десятки грампластинок, подготовили множество программ для радио- и телепередач центрального и областного значения. Много гастролировали за рубежом (1967 — Лаос, Камбоджа, Индия; 1976 — Финляндия; 1977 — Бельгия, Люксембург, Австрия; 1984 — Польша; 1987 — Швеция; октябрь 1988 — выступление на 125-летнем юбилее аккордеона в итальянском Кастельфидардо).
Николаю Худякову принадлежат оригинальные произведения, обработки и фантазии для трио баянистов. Первые обработки для трио баянов «Есть на Волге утёс», «Армейская пляска» сделал ещё в музыкальном училище.
Николай Сергеевич Худяков умер после продолжительной болезни 9 апреля 1998 года в городе Екатеринбурге Свердловской области. Похоронен на Широкореченском кладбище Верх-Исетского района города Екатеринбурга.

## Награды и премии
- Народный артист РСФСР, 7 февраля 1986 года
- Заслуженный артист РСФСР, 10 февраля 1978 года
- Лауреат премии Губернатора Свердловской области, 1997 год
- Трио — дипломанты первого (1961) и лауреаты (2-я премия) второго (1962) Всероссийского конкурсов артистов эстрады[4].

## Фильмография
- 1972 — Ярмарка